# ジェット (オーストラリアのバンド)
ジェット（Jet）は、オーストラリア・メルボルン出身のロックバンド。2003年にリリースされたデビューアルバム『ゲット・ボーン』は、世界中で350万枚以上のセールスを記録している。2012年3月26日、公式ホームページ上での発表に伴い、一度解散するが、2016年に活動再開が発表されている。

## 来歴

### 結成 - 「ダーティー・スウィート」
ニック・セスター、クリス・セスター兄弟はメルボルン郊外で父のコレクションである1960年代、1970年代のクラシック・ロック（AC/DC、ザ・フー、イージービーツ、フェイセズ、ザ・ラヴド・ワンズ、特にビートルズとローリング・ストーンズ）を聴きながら育った。他にはオーストラリアのロックバンド、ユー・アム・アイから大きく影響を受けているとニックは語っている。
セスター兄弟は、ニックの学校の友人であった現在のバンドメンバーでもあるキャメロン・マンシーと、父の香辛料工場で共に働いていたダグ・アームストロングとバンドを結成することを決める。
2001年の間、クリスの友人がキーボードとしてバンドに参加しており、この時期にバンド名をジェットとした。由来はウイングスの楽曲である「ジェット」からという噂があるがクリスは否定している。『ゲット・ボーン』収録曲の「レディオ・ソング」は、この時期の自分たちの音楽が認められないことについて書かれた曲である。
2002年、バンドは、コンサートの夜にマーク・ウィルソンと出会う。すでにベースプレイヤーがいたにもかかわらず、マークにバンドへの参加を打診する。マークはその時期、別のバンド The Ca$inos のベーシストであったため、はじめは断わっていたが数日後バンドに加わりたいと連絡してきた。
2002年、現在のメンバーで構成されたバンドは「ダーティー・スウィート EP」をリリース。このレコードの名称はT・レックスの曲「ゲット・イット・オン」からとられている。リリース時期がザ・ヴァインズのブレイクスルーと重なり、海外からのオーストラリアロックへの関心が高まった。「ダーティー・スウィート EP」からのシングル曲「テイク・イット・オア・リーヴ・イット」は、NMEから称賛され、EPはエレクトラ・レコードから2003年に再リリースされた。

### アルバム『ゲット・ボーン』
デビュー・アルバム『ゲット・ボーン』を制作するため、ロサンゼルスにあるスタジオにプロデューサーのデイヴ・サーディと入った。サーディーは、ローリング・ストーンズやオアシス、ザ・ダンディ・ウォーホルズなどのバンドをプロデュースしている。また、2つの曲でキーボードマエストロのビリー・プレストンの協力を得ている。『ゲット・ボーン』のアルバム名は、ボブ・ディランのアルバム『ブリンギング・イット・オール・バック・ホーム』に収録されている曲「サブタレニアン・ホームシック・ブルース」の歌詞の一節に由来している。レコーディングが中盤に差し掛かったところ、ローリング・ストーンズから2003年オーストラリア公演のサポートオファーが入る。
2003年、メジャーデビュー前にもかかわらずフジロックフェスティバルで初の日本公演を行った。アメリカでのデビュー時、メジャー・レーベル20社間余りによる争奪戦の末エレクトラ・レコードと契約。契約金が新人には異例の120万ポンド（約2億円）だったという噂があったが、レコード関係者に否定されている。
「アー・ユー・ゴナ・ビー・マイ・ガール」と「ロールオーヴァー・D.J.」は、それぞれ2003年「Triple J Hottest 100」の1位と19位になった。「アー・ユー・ゴナ・ビー・マイ・ガール」はゲームや映画のサウンドトラック、ボーダフォンやiPodの世界的な広告で使用された。この曲は発表した直後からイギー・ポップが1977年に発表した「ラスト・フォー・ライフ」に酷似していると指摘されており、ローリング・ストーン誌の「クレイジーなほど似ている曲トップ20」で1位に選ばれた事がある。「ロールオーヴァー・D.J.」が、グランツーリスモ4に収録された。「ティモシー」はキャメロンの生まれる前に亡くなった兄に捧げられた曲である。
2004年初頭、ザ・ヴァインズ、リヴィング・エンドと共に「ジ・オージー・インヴェイジョン・ツアー」をアメリカで行った。同年、『ゲット・ボーン』未収録曲「ホールド・オン」がスパイダーマン2のサウンドトラックに収録された。
家族の病気を理由にグラストンベリー・フェスティバル出演をキャンセルする。
同年、バンドはオーストラリアレコード産業協会の7部門にノミネートされ、そのうち6部門で栄冠に輝いた。ニックは他のオーストラリアのロックバンド (スパイダーベイト、リヴィング・エンドなど) のメンバーで構成されているスーパーグループであるライツ (The Wrights) でも活躍した。

### アルバム『シャイン・オン』
2006年9月、セカンド・アルバムからの先行シングル「プット・ユア・マネー・ホエア・ユア・マウス・イズ」をリリース。2006年9月30日、セカンド・アルバム『シャイン・オン』をリリース。オーストラリアチャートで3位となるが、『ゲット・ボーン』と同等の成功を得ることはできなかった。アルバムへの評価は、賛否両論となった。日本版CMに世界エア・ギター選手権2006で『ゲット・ボーン』収録曲の「アー・ユー・ゴナ・ビー・マイ・ガール」を披露して優勝したお笑いコンビのダイノジが出演した。また、国内盤には甲本ヒロトのコメント・シールが貼られている。
コペンハーゲンでMTVヨーロッパ・アワーズに出演。ニックの喉頭炎によるワールドツアー中止からの最初の出演であった。アルバムからのセカンド・シングル「ブリング・イット・オン・バック」（イギリス）と「リップ・イット・アップ」（オーストラリア）を2006年11月にリリース。また、『シャイン・オンEP』を2006年12月にリリースした。
2007年3月、アルバムからのサード・シングル「シャイン・オン」をリリース。この曲は、2004年に癌で亡くなったニックとクリスの父親に捧げられた曲である。
映画『スパイダーマン3』サウンドトラックのために、新曲「フォーリング・スター」をリリースした。
バンドはオーストラリアに戻りAFLグランド・ファイナルで演奏をし、ワールドツアーの残りを終えた。ウェブサイトでサード・アルバムの制作を2008年リリースに向けて開始すると発表。しかしながら、2007年10月にバンドは無期限の活動休止を発表した。バンドは『シャイン・オン』のツアー後で休止期間が必要と述べた。同年10月24日、クリスとマークは The Vice Lords の名で日本のデュオSuperflyをプロデュースした。

### アルバム『シャカ・ロック』
2008年、イギー・ポップとジョニー・オキーフの「ワイルド・ワン」をコラボレーションした。オーストラリアで発生した山火事のためのチャリティー・コンサート「サウンド・リリーフ」に出演。このコンサートは2009年3月に行われ、コールドプレイ、キングス・オブ・レオン、ウルフマザーなどのアーティストも出演した。
2009年4月、楽曲「K.I.A.」が公式サイトで公開された。アルバムからの1stシングルとして「シーズ・ア・ジーニアス」がリリースされる。フジロックフェスティバル2009への出演決定。サード・アルバム『シャカ・ロック』は2009年8月にリリースされた。アルバム名の由来は、ズールー族の著名な将軍。

### 一度目の解散、その後の活動
2012年3月26日、公式ホームページ上にてJETは解散を発表。「何年にも渡って素晴らしい曲を書き、レコーディングし、ツアーを重ねてきた。ここで我々はバンドとしての解散を発表したいと思う。世界中のパブ、劇場やスタジアム、フェス、そして世界中のファン達に感謝したい。俺たちのこの素晴らしい物語は、皆がいなければ起こらなかったことだ。ありがとう、そして、おやすみ」と表明文を発表している。
またベースのマーク・ウィルソンとドラムのクリス・セスターの2人は2011年6月にDAMNDOGSを結成し活動している。これまでのJETらしいロックンロール・サウンドにエレクトロ要素をプラスしたサウンドが特徴である。同年8月にデビューEP「Strange Behaviour」を1枚リリースしている。
フロントマンであるニック・セスターのその後については、2013年10月7日にDAMNDOGS公式ツイッターアカウントによりソロ・プロジェクトの曲を製作中であることが発表された。
その後2014年4月頃ニック・セスターはツイッターにて公式アカウントを作成。ソロプロジェクトにて音楽活動を再開することを発表するもリツイート数は3程度、フォロワー数は20程度と伸び悩み、フォロワー数の増やし方への悩みを吐露していたが、2014年12月の時点で公式アカウントを削除してしまう。

### 再結成
2016年、翌年2017年2月より行われるブルース・スプリングスティーンのライブツアーに同行する形で、再結成ライブを行うことが発表された。2017年1月にはニック・セスターのインスタグラムとツイッターアカウントも再度開設。彼のソロ・ライブ情報などが告知されている。メルボルンやシドニーなど、主に本国オーストラリアでソロ活動を行なっている。またフジロックフェスティバル2017にジェットの出演が発表され、約7年ぶりの来日公演を行った。2018年3月には8年ぶりの来日ツアーを行う予定であり、多くのファンから期待が寄せられている。。

## メンバー

### 現メンバー
- ニック・セスター (Nicholas John Cester、1979年7月6日 - ) - ギター、ボーカル（2001年 - 解散、2016年 - ）。

4人兄弟の長男。イタリア人の父と、スコットランド人の母との間に生まれる。おじが「ブラックバード」を弾いているのを見て、ギターを始める。バンドを始めた頃には、工場でフォークリフトオペレーターとして働いていた。
- クリス・セスター (Christopher Cester、1981年9月 - ) - ドラムス、ボーカル（2001年 - 解散、2016年 - ）。

ニックの実弟。兄弟とリビングでバンドの真似事をしていた時には、ボーカルを担当していた。いくつかの曲ではギター、ボーカルも担当している。現在ロサンゼルスに住んでいる。アメリカ合衆国の女優アレクシー・ワッサーと3年間婚約していたが、2007年に婚約解消した。
- キャメロン・マンシー (Cameron Muncey、1980年2月4日 - ) - ギター、ボーカル（2001年 - 解散、2016年 - ）。

愛称はキャム。ニック、クリスと同じ高校に通っていた。ニックと学校の中で1番の仲になる。クリームの「サンシャイン・オブ・ユア・ラヴ」を聴いて、ギターを始める。フライングVを使用していたが、最近はレスポール、SGに切り替わっている。「アー・ユー・ゴナ・ビー・マイ・ガール」のPVでは、AC/DCのTシャツを着ている。いくつかの曲（「ヘイ・キッズ」や「レディオ・ソング」など）では、ボーカルも担当している。2007年10月、6年間交際していた恋人サラ・ランベローと婚約した。
- マーク・ウィルソン (Mark Wilson、1980年8月 - ) - ベース（2002年 - 解散、2016年 - ）。

### 旧メンバー
- ダグ・アームストロング (Doug Armstrong) - ベース （2001年 - 2002年）
- ジェイソン・ドゥーカス (Jason Doukas) - キーボード （2001年）

## ディスコグラフィ

### スタジオ・アルバム
| 発売年 | タイトル                    | チャート | チャート | チャート |
| 発売年 | タイトル                    | AUS      | UK       | US       |
| ------ | --------------------------- | -------- | -------- | -------- |
| 2003年 | ゲット・ボーン - Get Born   | 1        | 14       | 26       |
| 2006年 | シャイン・オン - Shine On   | 3        | 12       | 16       |
| 2009年 | シャカ・ロック - Shaka Rock | 5        | 23       | 27       |

### コンピレーション・アルバム
- 『レア・トラックス』 - Rare Tracks （2004年）

### EP
- 『ダーティー・スウィート EP』 - Dirty Sweet EP （2003年）
- 『シャイン・オン EP』 - Shine On EP （2006年）

### シングル
| 発売年 | タイトル                                                                              | チャート | チャート | チャート | アルバム                |
| 発売年 | タイトル                                                                              | AUS      | UK       | US       | アルバム                |
| ------ | ------------------------------------------------------------------------------------- | -------- | -------- | -------- | ----------------------- |
| 2003年 | アー・ユー・ゴナ・ビー・マイ・ガール - "Are You Gonna Be My Girl"                     | 20       | 23       | 29       | ゲット・ボーン Get Born |
| 2003年 | ロール・オーヴァー・D.J. - "Rollover DJ"                                              | 31       | 34       | 51       | ゲット・ボーン Get Born |
| 2004年 | ルック・ホワット・ユーヴ・ダン - "Look What You've Done"                              | 12       | 28       | 37       | ゲット・ボーン Get Born |
| 2004年 | アー・ユー・ゴナ・ビー・マイ・ガール "Are You Gonna Be My Girl〈re-issue〉"           | -        | 16       | -        | ゲット・ボーン Get Born |
| 2004年 | コールド・ハード・ビッチ - "Cold Hard Bitch"                                          | 33       | 34       | 55       | ゲット・ボーン Get Born |
| 2004年 | ゲット・ミー・アウタ・ヒア - "Get Me Outta Here〈UK single〉"                         | -        | 37       | -        | ゲット・ボーン Get Born |
| 2006年 | プット・ユア・マネー・ホエア・ユア・マウス・イズ "Put Your Money Where Your Mouth Is" | 14       | 23       | 61       | シャイン・オン Shine On |
| 2006年 | ブリング・イット・オン・バック - "Bring It on Back"                                   | -        | 51       | -        | シャイン・オン Shine On |
| 2006年 | リップ・イット・アップ - "Rip It Up"                                                  | 49       | -        | -        | シャイン・オン Shine On |
| 2007年 | シャイン・オン - "Shine On"                                                           | 54       | 114      | -        | シャイン・オン Shine On |
| 2008年 | ワイルド・ワン - "The Wild One"                                                       | 66       | -        | -        |                         |

### プロデュース
- i spy i spy （2007年、Superfly×JET名義）

Superflyとのコラボレーション・シングル。

## 日本公演
- 2003年
  - 7月27日 フジロックフェスティバル
- 2004年
  - 2月3日 東京SHIBUYA-AX、2月4日 東京SHIBUYA-AX、2月6日 愛知・名古屋ボトムライン、2月7日 大阪・心斎橋CLUB QUATTRO
  - 8月1日 フジロックフェスティバル
- 2006年
  - 7月29日 フジロックフェスティバル
- 2007年
  - 2月7日 Zepp Sendai、9日 日本武道館[20][21]、13日 Zepp Nagoya、14日 Zepp Osaka
- 2009年
  - 7月25日 フジロックフェスティバル
- 2010年
  - 1月5日 新木場STUDIO COAST、1月6日 新木場STUDIO COAST、1月7日 名古屋CLUB DIAMOND HALL、1月8日 大阪なんば HATCH
- 2017年
  - 7月30日 フジロックフェスティバル